# Icewind Dale
Az Icewind Dale egy számítógépes fantázia-szerepjáték, melyet a Black Isle Studios fejlesztett és az Interplay adott ki 2000-ben PC-re, valamint 2002-ben Macintoshra. A cselekmény helyszíne a Dungeons & Dragons univerzumából ismert Forgotten Realms, azon belül is a Jeges Szelek Völgye (a címbeli Icewind Dale), maga  a játék pedig a szerepjátékrendszer második kiadásának szabályain alapul. Habár a történet helyszíne az R. A. Salvatore fantasy-író által megálmodott világ, a történet eltér a regénytrilógiában írtaktól. Hőseink egy kalandozócsapat, akiket karavánőröknek fogadnak fel, miután egyre furcsább dolgok történnek a Tíz Város vidékén.
A játék fogadtatása pozitív volt, különösen a játékmenet és a zene tekintetében, és üzletileg is sikeres volt, az első egy évben majdnem félmillió példányban adták el. Magyarországon a Gamer Magazin 2003 januárjában teljes játékként jelentette meg. A sikernek köszönhetően 2001-ben egy kiegészítő érkezett "Heart of Winter" címmel, majd egy csak internetről letölthető kampány, a "Trials of the Luremaster". 2002-ben megjelent a folytatás is, Icewind Dale II címmel, 2014-ben pedig a felújított változat az Overhaul Games gondozásában, "Icewind Dale: Enhanced Edition" címmel.

## Játékmenet
Hasonlóképpen a Baldur's Gate-hez, a játék az Advanced Dungeons & Dragons szerepjáték második kiadásának szabályai szerint működik – a statisztikák vezetését és a kockadobást a játék végzi el helyettünk. Az Icewind Dale inkább akcióorientált játék, lehetséges nagyobb számú ellenséggel felvenni a harcot, és a dialógusok is jobbára a történet előrevitelében játszanak szerepet. A harc valós idejű, ám lehetőség van megállítani a játékot, és ezalatt utasításokat kiadni, melyek az újraindításkor kerülnek teljesítésre. Hasonlóképpen az Interplay ekkoriban kiadott D&D szerepjátékaihoz, a tárgytárolótól függetlenül öltözhethetjük fel karaktereinket, a történet fejezetekre van szétszedve, a fontos információk, küldetések stb. pedig egy naplóban kerülnek rögzítésre.
Csapatunkat legfeljebb hat karakter alkothatja, akiket létrehozhatunk mi magunk is, vagy választhatunk az előre generáltak közül. A karakterek nevét, nemét, faját, osztályát és beállítottáságát mi szabhatjuk meg, aztán pedig a képzettségeiket és a fegyverhasználatban való jártasságukat pontok osztásával finomhangolhatjuk. Ezeket nagyban befolyásolja a karakterosztály. A játék során tapasztalati pontokat gyűjthetünk, mely egy idő után szintlépéssel jár együtt. Automatikusan emelkedik szintenként hőseink életerőpontja, a mágiahasználóknál a használható varázslatok száma, esetenként pedig újabb fegyverek használatára van lehetőség, tolvaj karaktereknél pedig új képességeket sajátíthatóak el.

## Történet
Easthaven városában egy kalandorcsapat találkozik  a város vezetőjével, Hrothgarral. Egy expedícióra invitálja őket, amelynek során Kuldahar városába kell menniük, ahol mostanában furcsa dolgok zajlanak. Útjuk során hóóriások támadnak rájuk a hágónál, melynek hatására a visszaút Easthavenbe elzáródik. Csak csapatunk éli túl a viszontagságokat, akik viszont sikeresen eljutnak Kuldaharba. A város fődruidája, Arundel elmondja, hogy egy rejtélyes gonosz erő embereket rabol el, befolyásolja az időjárást, szörnyeket idéz, és csökkenti a meleget, amit a település közepén található varázslatos fa ad.
Kérésére a csapat elmegy az Árnyak Völgyébe, ahol állítólag élőhalottakat láttak. Itt futnak bele Kresselackba, aki egy barbár megátkozott szelleme, és aki elmondja, hogy a veszélyt máshol kell keresniük. Arundel ezt megtudva másik küldetésre küldi őket: meg kell találniuk a Hearthstone Gem névre hallgató varázstárgyat, mert annak segítségével megmutatkozhat, hogy hol rejtőzik valójában a gonosz. A követ ellopták a templomból, ahol eredetileg őrizték, ezért hát Sárkányszem barlangjaiba utazik a csapat, ahol felfedezik, hogy több elrabolt falusit őriznek gyíkemberek. Mint kiderül, a kő egy erős démon, Yxunomei birtokában van, és tőle kell visszaszerezniük. Hiába járnak sikerrel, mire visszaérnek Kuldaharba, az épp ostrom alatt áll. Arundelt halálosan megsebesíti egy alakváltó, de még mielőtt meghalna, elmondja nekik, hogy vigyék a követ Larrelhez, az egyetlen emberhez, aki rajta kívül használni tudja.
Az erődítményébe érve kiderül, hogy Larrel megőrült, ezért először ki kell ebből az állapotából gyógyítaniuk. Ezután Larrel használja a követ, és elmondja, hogy a gonosz Dorn's Deep rég elhagyott törpvárosában van. Ott meg is találják Poquelin személyében – ő egy magát papnak álcázó démon, akit száműztek, mert ő és Yxunomei vérre menő küzdelmet folytattak egymás ellen. Tudván, hogy a démonnő utána fog jönni az anyagi világba, Poquelin felkészült, hogy összecsaphasson vele itt is és végre legyőzhesse. Miközben seregeit építgette, elmondása szerint rátalált a Crenshinibon nevű varázstárgyra, amelynek erejével villámgyorsan fel tudott állítani egy sereget, hogy meghódíthassa a Jeges Szelek Völgyét, és Yxunomei akciói voltak azok, amelyek miatt végül elindult az expedíció Kuldaharba. Poquelin végezni akart a karavánnal, csak azzal nem számolt, hogy hőseink képesek lesznek mindezt túlélni. Ez nem volt probléma addig, amíg a birtokukba nem került a Heartstone Gem, de ezután kénytelen volt megölni Arundelt. Ekkorra azonban igazán már az sem számított, hogy valaki más is tudta használni a követ, mert seregei Easthaven felé indulhattak.
A város romokban hever, Poquelin pedig Jerrod kövét keresi, ami a helyi templom alatt lehet. Ez a kő egy pecsét azon a portálon, amely Baator Kilenc Poklába vezet. A portál eredetileg egy réges-régi csatában nyílt meg, melyet a barbár törzsek és egy mágus seregei vívtak egymás ellen. Jerrod egy sámán volt, aki önfeláldozása révén segítette győzelemhez a barbárokat. Poquelin most ezt akarja újra megnyitni, hogy egy démonhadsereggel leigázhassa egész Északot. Habár sikerrel jár, egy Everard nevű illető, aki korábban nem hitt Jerrod történetében, most önfeláldozásával újra lezárja azt. Ezután a csapatunk végre megküzdhet Poquelinnel, aki felveszi az igazi alakját: egy Belhifet nevű démonét. Miután legyőzik, a Kilenc Pokolba száműzik, és még éppen hogy csak sikerül elmenekülniük, mielőtt minden összedőlne. Easthaven idővel újjáépül és a régi fényében tündököl.
A játék végén egy érdekes csavar történik: kiderül, hogy a narrátor, aki az eseményeket eddig elbeszélte, nem más, mint maga Belhifet, akinek százéves börtönbüntetése, amire a kalandozók kárhoztatták, éppen lejárni készül, és alig várja, hogy az anyagi világba visszatérve bosszút állhasson (ennek történetét meséli el a Baldur's Gate: Siege of Dragonspear).

## Fejlesztés és fogadtatás
A játékot a BioWare által fejlesztett Infinity Engine hajtja, amely először a Baldur's Gate-ben jelent meg, valamint ezt követően a Planescape: Tormentben. Ez volt sorrendben tehát a harmadik játék, amely az Interplay valamelyik fejlesztőcsapatától jelent meg ezzel a motorral. A hátterek előre megrajzoltak, a karakterek sprite-alapúak, amelyek izometrikus nézőpontból láthatók.
A kritika jól fogadta, több díjra is jelölték a játékot 2000-ben, azokat jellemzően csak azért nem kapta meg, mert ugyanekkor jelent meg a Baldur's Gate II és a Diablo II is. Kiemelték ugyanakkor a Jeremy Soule által szerzett zenét, valamint azt, hogy bár a szerepjáték elemek a háttérbe szorultak, az Icewind Dale remek akciójáték. Ez utóbbit azonban negatívumként fel is rótták, ahogy a rossz útkereső mechanizmust és a gyakori lefagyásokat.
Jól fogyott, az előzetes várakozásokhoz képest is valamivel jobban, Európában bizonyos országokban az eladási listák élére került. 2001 áprilisára átlépte a világszerte eladott példányszám a 400 ezret.

## Folytatások
A sikernek köszönhetően alig két héttel a megjelenést követően már el is kezdték a fejlesztését a kiegészítőnek, az "Icewind Dale: Heart of Winter"-nek. Ebben főként a karakterosztályok egyensúlyán finomhangoltak, de átvettek a Baldur's Gate II-ben időközben megjelent újdonságokból is. A Heart of Winter 2001 februárjában jelent meg, ezt követően pedig még 2001 nyarán a "Trials of the Luremaster" nevű, az internetről letölthető kiegészítő.
2001 júliusában, miután a Black Iste által fejlesztett másik szerepjáték, a Torn munkálatait leállították, a fejlesztőcsapatot ráállították az Icewind Dale II készítésére. A cél az egyre nehezebb anyagi helyzetben lévő Interplay részéről az volt, hogy a kockázatokat minimalizálva minél nagyobb nyereséget tudjanak elérni. A folytatás végül 2002 augusztusában jelenhetett meg.
A játék és kiegészítője 2002-ben együtt, valamint egy másik csomagban, a többi Infinity Engine-es szerepjátékkal együtt is kiadásra került. 2003-ban a második résszel csomagolták egybe, 2010-től pedig a GOG-com-on is elérhető lett.
2014-ben jelent meg az "Icewind Dale: Enhanced Edition", feljavított grafikával és néhány újdonsággal. Az Overhaul Games által készített felújítás során a "Baldur's Gate II. Enhanced Edition" kódját használták fel, amire azért is szükség volt, mert a Heart of Winter kiegészítő programozása elveszett, ezért azt egyébként is újra kellett írni.